# Prins Hendrik (sportclub)
Sportclub Prins Hendrik is een atletiek- en gymnastiekvereniging uit de Nederlandse plaats Vught. Het is een van de grootste sportverenigingen van Vught, trekt leden uit de wijde omtrek, en geniet landelijke bekendheid.

## Historie

### Oprichting
Sportvereniging Prins Hendrik werd in 1908 opgericht op initiatief van Ernest Grips. De club was een afsplitsing van de gelijknamige voetbalclub, die verderging onder de naam Victoria, maar in 1910 weer fuseerde met Prins Hendrik. Dit was niet zo vreemd als het lijkt: de georganiseerde sportbeoefening is in Nederland pas in het laatste kwart van de 19e eeuw opgekomen. De strikte scheiding tussen allerlei takken van sport is sindsdien langzaam gegroeid. "Prins Hendrik" legde zich voornamelijk toe op onderdelen die we nu tot de gymnastiek of de atletiek rekenen. De vereniging is vernoemd naar de sportminnende Prins-gemaal, Hendrik van Mecklenburg-Schwerin.

### Het Rijke Roomse Leven
Vanaf 1920 (de periode van het "Rijke Roomse Leven") groeide de invloed van de Katholieke Kerk op het verenigingsleven. Er ontstonden diocesane sportbonden, en de clubs kregen een geestelijk adviseur. Een conflict binnen Prins Hendrik in 1934 leidde tot de afsplitsing van De Adelaar, die op neutrale grondslag verderging. De beste turners verlieten toen Prins Hendrik, waarna atletiek sterker tot ontwikkeling kwam.

### In de Tweede Wereldoorlog
Tijdens de oorlog werd de invloed van de Kerk door de bezetter ingeperkt. Prins Hendrik werd toen lid van de (K).N.A.U.. Ook de toetreding van vrouwen werd toen mogelijk, na een fusie met de damesgymnastiekvereniging Avanti in 1943. Tot 1945 schommelde het ledental tussen de 25 en 100.

### Na 1945
Van 1946 tot 1965 groeide het ledenaantal tot 400 à 500 (toestroom jeugd en vrouwen). De opkomst van het trimmen, de veteranensport en het wandelen zorgden daarna opnieuw voor een groeispurt, tot circa 1800 leden in 2022. Deze groei is versneld door de fusie met gymnastiekvereniging De Adelaar eind 2011.

## Accommodatie

### De Koepel (voormalige accommodatie)
De vereniging was geruime tijd (41 jaar) gevestigd aan de Koepelweg in Vught. De accommodatie heette dan ook 'De Koepel'. Door de groei van de gemeente Vught werd deze locatie steeds waardevoller voor woningbouw. Uiteindelijk werd er een plan gemaakt voor de bouw van 90 koop- en huurwoningen. De opbrengst zou gebruikt worden om Prins Hendrik te verhuizen. Een nieuwe locatie werd gevonden op het terrein van de kort daarvoor gesloten Frederik Hendrikkazerne (Vught).
Na de crisis van 2007 bleek dat het doorzetten van het woningbouwplan de gemeente Vught zeer veel geld zou gaan kosten. Daarom werd besloten de projectontwikkelaar af te kopen. Om financiële verliezen te voorkomen werd een nieuw plan gemaakt. De kavels werden vanaf december 2012 ter verkoop aangeboden en waren in januari 2017 allemaal verkocht. Dat was 2 jaar eerder dan gepland. De atletiekaccommodatie 'De Koepel' werd afgebroken. Op 5 mei 2012 is de vereniging verhuisd naar de huidige accommodatie in het Stadhouderspark (Sportlaan 1 Vught).

### Stadhouderspark (huidige accommodatie)
De atletiekbaan van Prins Hendrik in het Stadshouderspark telt 8 banen en 9 sprintbanen. Het middenterrein bestaat uit gras. Het biedt plaats aan de lange werponderdelen (speerwerpen, kogelslingeren en discuswerpen). In de halve cirkels, die door beide bochten worden omsloten, bevinden zich de inrichtingen voor het kogelstoten (westkant) en hoogspringen (oostkant). De springonderdelen vinden plaats aan de noord- en -zijde. Het polsstokhoogspringen bevindt zich alleen aan de zuidkant. De baan werd na oplevering in eerste instantie afgekeurd omdat de toplaag te hard en te vlak was. Begin september 2012 is de baan na enkele aanpassingen nogmaals gekeurd en goed bevonden.
Een van de locaties van de turnafdeling  is recht tegenover de atletiekbaan gevestigd.
De kracht- en fitnessruimte van de vereniging meet 180 m² en is dus relatief groot. De ruimte is voor ongeveer de helft ingericht met fitnesstoestellen. De rest is specifiek bestemd als krachtruimte voor atleten en turners.
De indoorhal van Prins Hendrik is bijzonder omdat ze 72 m lang is. Daardoor biedt Prins Hendrik mogelijkheden om indoor sprint, horden, werpen en springen (ver/hink-stap-sprong/polshoog/hoog) te trainen.
Naast het complex ligt een kogelslingerveld en -kooi. Hier kunnen kogelslingeraars trainen zonder het middenterrein van de baan te beschadigen.

## Evenementen

### Harry Schulting Games
De Harry Schulting Games (HSG) zijn het bekendste door Prins Hendrik georganiseerde atletiekevenement. Het hoort bij de Track & Field Series (voorheen baancircuit) van de Atletiekunie, een serie van zeven atletiekwedstrijden van topniveau voor de (sub)top en aanstormende talenten. Het is een van een handjevol Nederlandse evenementen met de World Athletics E-status. Dit betekent dat een atleet hier extra world ranking punten kan verdienen om zich te plaatsen voor internationale toernooien. Andere E-wedstrijden in Nederland zijn bijvoorbeeld de Ter Specke Bokaal in Lisse; de T-Meeting in Tilburg; en het Westfries Atletiekgala.
In mei 2022 koos Dafne Schippers de HSG om haar rentree te maken na de teleurstellend verlopen Olympische Spelen van Tokio. Ze won de 100 m in 11,37. Schippers' deelname was uitzonderlijk, want de wereldtop verschijnt normaal niet op dit soort wedstrijden. Schippers wilde echter een wedstrijd lopen voordat ze aan haar hoofddoel zou beginnen, de Fanny Blankers-Koen Games.

### Loopsport
Voor de loopsport organiseert de vereniging elk jaar op Tweede Kerstdag de Kangoeroeloop. Dit is een recreatieve loop over meerdere afstanden, met doorgaans ongeveer 2.000 deelnemers. Verder is er de Road to Rotterdam, een serie trainingslopen voor deelname aan de Marathon Rotterdam.

## Sportieve prestaties

### NK teams 2017
Op 20 mei 2017 werd de mannenploeg van de vereniging winnaar van het NK teams. Het was de eerste keer dat een club buiten de Randstad dit kampioenschap won.

### NK teams 2024
Op 19 mei 2024 werd de vrouwenploeg van de vereniging winnaar van het NK teams. 

### NK teams 2025
[bewerken | brontekst bewerken]
Op 17 mei 2025 werd de vrouwenploeg van de vereniging op de thuisbaan in Vught winnaar van het NK teams.

## Atleten

### Prins Hendrik-atletiek internationals en Nederlandse atletiek kampioenen
- Melissa Boekelman
- Patrick Cronie
- Maureen Herremans
- Marije van Hunenstijn
- Cathelijn Peeters
- Lars Timmerman
- Fleur van der Linden

### Bekende oud-atleten
- Christel Bertens
- Stefan Beumer
- Miranda Boonstra
- Jeroen Bronwasser
- Juanée Cilliers (RSA/NED)
- Erik Cadée
- Tonnie Dirks
- Anne van Es-van den Hurk
- Anouk Hagen
- Rob Heemskerk
- Greg van Hest
- Fred van Herpen
- Robbert-Jan Jansen
- Thomas Kortbeek
- Valentine Kortbeek
- Vincent Kortbeek
- Remco Kortenoeven
- Luc Krotwaar
- Monique Kuenen
- Michiel Otten
- Bram Peters
- Stan Rijken
- Vivian Ruijters
- Harry Schulting
- Anja Smolders (BEL)
- Aart Veldhoen
- Iris Waanders
- Monique de Wilt
- Jeroen Zeinstra

1. ↑  World Rankings (2020). Geraadpleegd op 23 april 2023.
2. 1 2  Plots maakt Schippers rentree in de luwte in Vught: 'Leuke verrassing toch?' (26 mei 2022). Geraadpleegd op 23 april 2023.